# Bass Fishing
Bass Fishing és un videojoc llançat el 1993 i fet per Nintendo pels sistemes Game Boy, Super Famicom i Nintendo 64.